# Mikołaj Radwan
Mikołaj Radwan (ur. 10 listopada 1984 w Warszawie) – polski aktor telewizyjny i reklamowy, znany głównie z ról dziecięcych.

## Życiorys
Prawnuk aktora Stefana Jaracza i aktorki Jadwigi Daniłowicz-Jaraczowej, wnuk aktorki Anny Jaraczówny. Największą popularność przyniosła mu rola w serialu telewizyjnym Tata, a Marcin powiedział, w którym grał u boku Piotra Fronczewskiego.
Ukończył studia informatyczne na Uniwersytecie Warszawskim, pracuje jako programista gier komputerowych. Jest zawodnikiem klubu rugby union Frogs & CO Warszawa.

## Filmografia
- Kapitan Conrad (1990) jako Józef Korzeniowski
- Smacznego, telewizorku (1992) jako Adaś, syn Adlerów
- Złamana noga Babci (1993) jako Jędrek
- Tata, a Marcin powiedział (1994-1999) jako syn
- Dlaczego moje koleżanki to mają, a ja nie (1994) jako Piotruś
- Komedia małżeńska (1994) jako Rafał, syn Kozłowskich
- Na dobre i na złe (2003) jako sprawca wypadku (odc. 145)
- Anioł Stróż (2005) jako kolega Martyny (odc. 8)
- Jutro idziemy do kina (2007) jako podoficer
- Hela w opałach (2007) jako chłopak w kinie (odc. 35)
- Na Wspólnej (2012) jako Cienki